# Korenita (Loznica)
Pour les articles homonymes, voir Korenita.
Korenita (en serbe cyrillique : Коренита) est une localité de Serbie située sur le territoire de la ville de Loznica, district de Mačva. Au recensement de 2011, elle comptait 2 388 habitants.
Korenita est officiellement classée parmi les villages de Serbie.

## Démographie

### Évolution historique de la population
| 1948  | 1953  | 1961  | 1971  | 1981  | 1991  | 2002  | 2011  |
| ----- | ----- | ----- | ----- | ----- | ----- | ----- | ----- |
| 2 983 | 3 208 | 2 971 | 2 733 | 2 713 | 2 777 | 2 680 | 2 388 |

|  |